# 同僚
| ウィキペディアには「同僚」という見出しの百科事典記事はありません（タイトルに「同僚」を含むページの一覧/「同僚」で始まるページの一覧）。 代わりにウィクショナリーのページ「同僚」が役に立つかもしれません。 |